# Air Greenland
Air Greenland é uma empresa de aviação gronelandesa com voos dentro da Gronelândia, assim como para a Dinamarca, Islândia e Canadá.

Tem a sua sede e hub em Nuuk, capital do país.                                                      Utiliza aviões a hélice de menores dimensões nos aeroportos nacionais e na rota para Reiquiavique. Para outros destinos locais, são utilizados helicópteros.

## História
A linha aérea foi fundada como Grønlandsfly e começou operações em novembro de 1960 como Greenland Air. Foi fundada pela Scandinavian Airlines System (SAS) e a companhia de mineração Kryolitselskabet em 1962, o governo da Gronelândia e o governo da Dinamarca transformou-se co-proprietários. Em 1998, a empresa começou a operar seu primeiro avião a jato, um Boeing 757-200. Em 2002, a empresa  mudou de nome para "Air Greenland". É detida pelo governo da Gronelândia (37,5%), pelo grupo SAS (37,5%) e pelo governo dinamarquês (25%) e tem 409 empregados (8 de fevereiro de 2008). O seu hub principal é o Aeroporto de Kangerlussuaq.
O serviço intercontinental de Copenhaga transportou quase 95000 passageiros em 2003. Em 2003, a Air Greenland ganhou o contrato da força aérea dos Estados Unidos para voos à base aérea de Thule (prendida previamente por SAS). Os voos à base aérea de Thule começaram em fevereiro de 2004.
Numa conferência de imprensa em 13 de junho de 2007, o grupo SAS anunciou que venderia a sua parte na Air Greenland.

## Frota
- 1 Airbus A330-200
- 7 Bombardier Dash-8-200
- 1 Beechcraft King Air 200
- 2 Sikorsky S-61 (helicóptero)
- 9 Eurocopter AS-350 (helicóptero)
- 7 Bell 212 (helicóptero)